# Dungeons & Dragons Tactics
Dungeons & Dragons Tactics ist ein Computer-Rollenspiel des britischen Entwicklers Kuju Entertainment für die mobile Spielkonsole PlayStation Portable. Es entstand als Auftragsarbeit für den französischen Publisher Atari und ist ein Lizenzprodukt zum Rollenspiel-Regelwerk Dungeons & Dragons. Es wurde am 14. August 2007 veröffentlicht.

## Handlung
Die Handlung des Spiels ist rudimentär. Eine Heldengruppe begibt sich auf die Suche nach Informationen über ein uralte Wesenheit, von der zu Beginn nur der Name bekannt ist. Nach und nach kommt die Gruppe einem Wettstreit zweier Drachen auf die Spur, die beide versuchen, zu einer Gottheit aufzusteigen. Der Spieler kann sich einem von beiden anschließen, wobei hier zwischen einem guten und einem bösen Gesinnungspfad unterschieden wird.

## Spielprinzip
Das Spiel setzt auf eine umfangreiche Implementierung des D&D-Regelwerks 3.5. Zu Beginn erstellt sich der Spieler eine Heldengruppe mit sechs Charakteren. Diese können aus 13 Klassen (Barbar, Barde, Kleriker, Druide, Kämpfer, Mönch, Paladin, Waldläufer, Schurke, Hexenmeister, Magier, Psioniker und Psionischer Krieger) und verschiedenen Rassen erstellt werden. Einer der Charaktere ist als Hauptspielerfigur festgelegt. Es kann auch auf eine Auswahl vorgefertigter Charaktere zurückgegriffen werden.
Auf einer Überlandweltkarte kann der Spieler zwischen verschiedenen Gebieten auswählen, in denen er Abenteuer und Missionen durchführen kann. Auf der Überlandkarte kann er außerdem handeln und Gegenstände zwischen den Gruppenmitglieder austauschen. Zu Beginn eines Abenteuers kann der Spieler seine Heldengruppe zusammenstellen, anschließend wechselt das Spiel in eine dreidimensionale Wiedergabe des Missionslevels. Die Kamera zeigt das Spiel aus einer Vogelperspektive, wahlweise von oben oder mit leicht schrägem Winkel, außerdem kann sie gedreht werden. Die Figuren werden rundenbasiert über die in quadratische Felder aufgeteilte Karte gesteuert. Die Aktionsbefehle hierfür werden über ein eingeblendetes Menü ausgewählt. Die Helden erkunden die Karte, bekämpfen gegnerische Kreaturen und suchen nach Schätzen und Ausrüstungsgegenständen. Dafür erhalten sie Erfahrungspunkte, die sie im Level aufsteigen lassen. Bei Levelaufstieg können die Fähigkeiten weiter ausgebaut werden.
Für den Mehrspieler über die WLAN-Funktion der Handheldkonsole stehen fünf Spielmodi für bis zu fünf Spieler zur Verfügung, darunter Deathmatch und kooperative Modi wie Dungeon Exploration. Hier können jedoch nur die vorgefertigten Charaktere ausgewählt werden. Für Deathmatch stehen fünf unterschiedliche Karten zur Auswahl, für den Koop drei.

## Entwicklung
Die Arbeiten an dem Spiel begannen Anfang 2006. Ursprünglich sollte das Spiel im Dezember desselben Jahres erscheinen, verzögerte sich dann jedoch bis zum August 2007. Einen der Hauptschwierigkeiten waren nach eigenen Angaben die Implementierung des Mehrspieler-Modus. Ursprünglich waren außerdem Downloaderweiterungen geplant, die dann jedoch ins Spiel integriert wurden.

## Rezeption
Das Spiel erhielt gemischte, meist negative Kritiken (Metacritic: 58 von 100).

„Weder kann hier von einer gescheiten Story die Rede sein, noch von einem Spiel, das sich sowohl schön spielt als auch schön aussieht. Im Gegenteil: Es spielt sich überkompliziert.“

“Previous attempts at translating the Dungeons & Dragons tabletop experience to video games (like Dark Alliance or Neverwinter Nights) have had to make certain concessions to be playable. D&D: Tactics hardly makes any, and as a result, feels like you are playing with the worst DM ever. […] D&D: Tactics tries to find the middle ground, but ends up lacking both the freedom that distinguishes tabletop D&D and the gameplay that makes the digital versions entertaining.”

„Vorherige Versuch, die Erfahrung des Dungeons-&-Dragons-Tabletops auf ein Computerspiel zu übertragen (wie Dark Alliance oder Neverwinter Nights)) mussten gewisse Zugeständnisse an die Spielbarkeit machen. D&D: Tactics macht kaum welche, und als Resultat fühlt es sich an, als ob man mit dem schlimmsten Spielleiter aller Zeiten spielt. […] D&D: Tactics versucht einen Mittelweg zu finden, am Ende lässt es aber sowohl die Freiheit, die das Tabletop-D&D auszeichnen, als auch das Spielprinzp, das die digitalen Version unterhaltsam macht, vermissen.“